# Concerto à la mémoire d'un ange
Pour l’article homonyme, voir Concerto à la mémoire d'un ange (nouvelles).

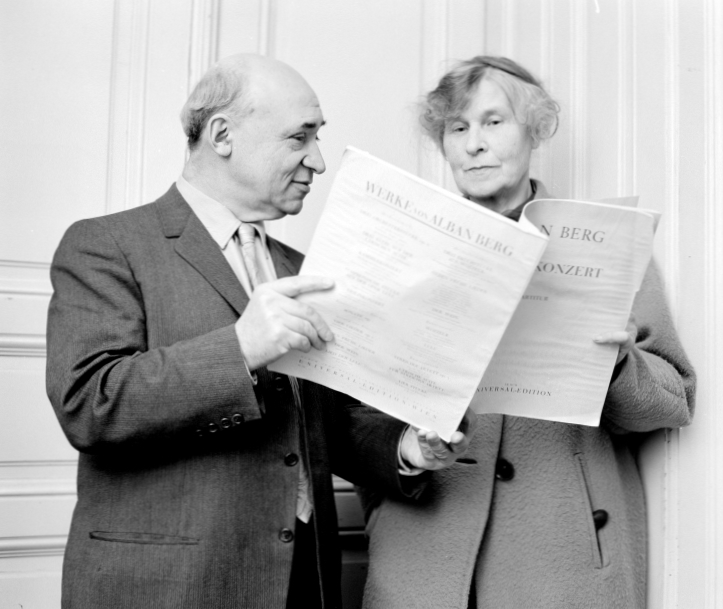
Louis Krasner et Helene (veuve d'Alban Berg) avec la partition du concerto en 1961.

Le Concerto à la mémoire d'un ange est un concerto pour violon composé par Alban Berg en 1935. Il a été créé à Barcelone de façon posthume le 19 avril 1936, avec Louis Krasner en soliste et Hermann Scherchen à la direction d'orchestre.

## Composition

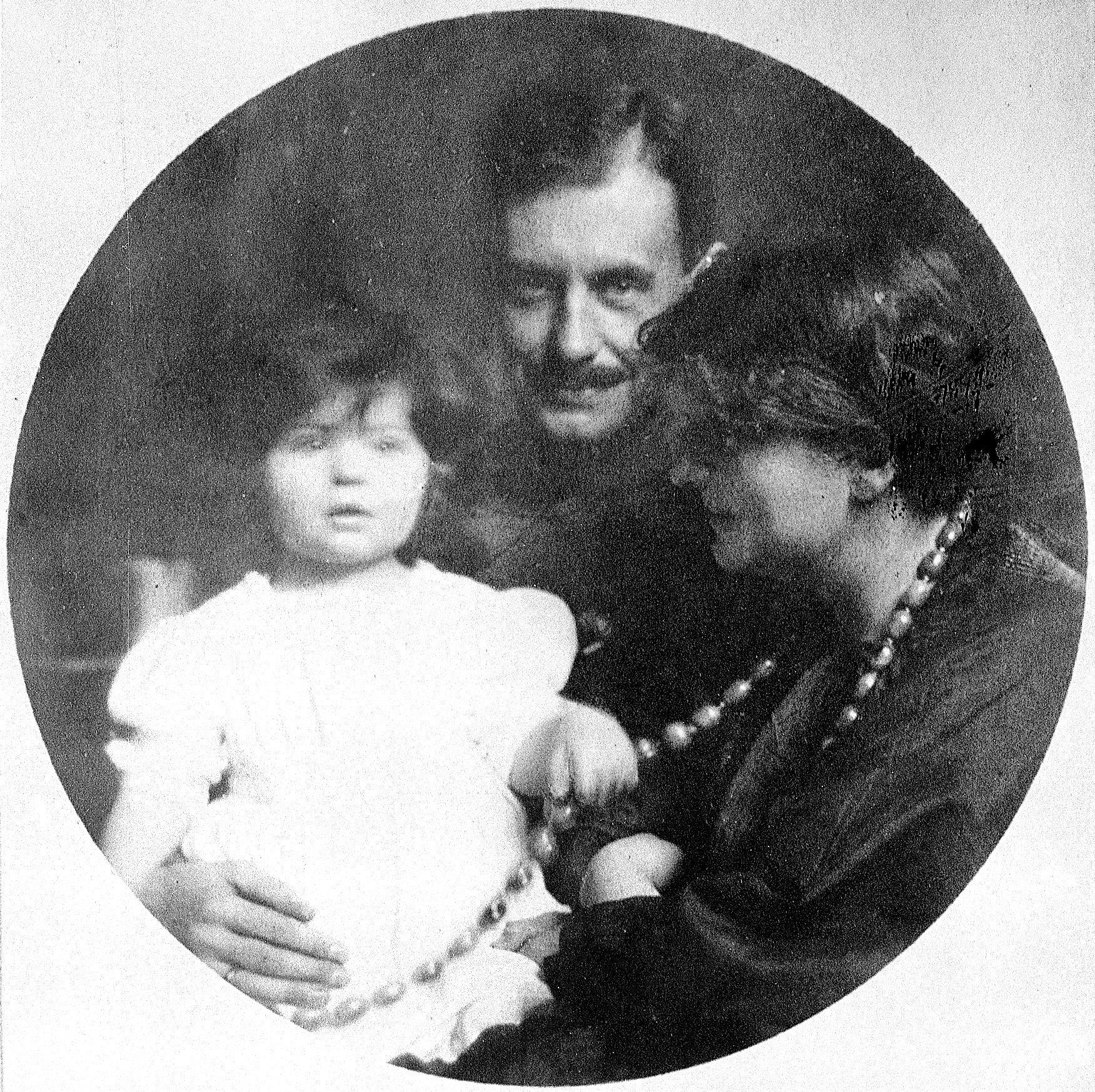
Manon Gropius, Walter Gropius et Alma Mahler (1918)

Dès le début des années 1930, le violoniste virtuose américain Louis Krasner s'intéresse au dodécaphonisme dans lequel il voit l'avenir de la musique contemporaine. C'est ainsi que naît en ce jeune violoniste de 32 ans déjà célèbre l'idée de commander un concerto pour violon à un musicien dodécaphonique plutôt qu'à un compositeur de musique tonale. Il rencontre Alban Berg au début de l'année 1935 par l'entremise d'une amie commune Rita Kurzmann, excellente pianiste proche de Schoenberg mais le compositeur n'est pas favorable à l'idée d'écrire une pièce de virtuosité « à la Vieuxtemps ou à la Wieniawski ». Louis Krasner insiste et lui rappelle que Beethoven et Brahms ont écrit des concertos pour violon. Deux raisons toutefois feront céder Alban Berg, une remarque  du soliste américain qui fait mouche et des raisons matérielles : Louis Krasner accuse le dodécaphonisme d'être essentiellement cérébral et même mathématique et par conséquent d'être impropre à l'écriture lyrique et à l'expression de sentiments comme la musique tonale. Cette remarque est ressentie comme un défi par le compositeur et lui fait prendre en considération cette commande qui s'offre à lui alors même qu'il connaît des difficultés matérielles.
Louis Krasner retourne aux États-Unis et apprend avec plaisir qu'Alban Berg, contrairement à ses habitudes, assiste à des récitals de violon. Berg est décidé à accepter cette commande et ce défi mais ne sait pas encore quelle forme donner à son concerto bien qu'il envisage une œuvre de musique pure. Un événement tragique donnera un contenu et une âme à son projet.
La mort soudaine le 22 avril 1935 de Manon Gropius, fille d'Alma Mahler et du grand architecte Walter Gropius des suites d'une poliomyélite affecte profondément Alban et Hélène Berg, amis proches d'Alma Mahler et de sa famille. Bouleversé par le décès de « Mutzi », cette jeune fille de 18 ans à peine, Alban Berg envisage de donner à son concerto le caractère d'un requiem à sa mémoire, « à la mémoire d'un ange », ce qui le conduit à composer une œuvre sensible et émouvante.

### Collaboration avec Krasner
Berg travailla dans le secret, et très rapidement, contrairement à son habitude. À l'occasion des visites que lui rend Louis Krasner à Vienne, le compositeur lui demande d'improviser pendant des heures devant lui ( « Präludieren Sie nur ! » ) afin de s'informer sans le lui dire des procédés techniques qui composaient l'arsenal habituel du violoniste. Louis Krasner découvrit plus tard qu'Alban Berg avait intégré la plupart de ses procédés dans son concerto et que celui-ci apparaissait comme un concerto sur mesure[réf. souhaitée].
Le 16 juillet 1935, Krasner reçoit aux États-Unis une lettre dans laquelle Berg lui annonce la fin de la composition : « Hier j'ai terminé la composition de notre Concerto pour violon. J'en suis sans doute plus surpris que vous le serez. À dire vrai, je m'y suis intéressé comme à peu de choses dans ma vie, et je dois ajouter que cette œuvre m'a donné de plus en plus de joie. J'espère, non, je crois en toute confiance avoir réussi. » L'instrumentation est achevée le 12 août.
Le compositeur réintroduit des accords tonals au sein du langage dodécaphonique et renoue avec le passé en citant un choral de Jean-Sébastien Bach O Ewigkeit, du Donnerwort (BWV 60) et un air folklorique carinthien « come una pastorale ». À propos du choral de Bach dont l'idée n'était venue à Alban Berg qu'au cours de l'élaboration du concerto, Louis Krasner dira bien plus tard ces paroles étonnantes au cours d'une conversation avec le violoniste britannique Peter Sheppard Skaerved à Boston en 1989 :  « Bach a écrit [ce choral] de sorte que Berg puisse le trouver et Berg a écrit son concerto de sorte que Bach puisse écrire son choral. Si vous ne savez pas cela, alors s'il vous plaît laissez-moi maintenant. » Aux yeux de Louis Krasner, il était évident que les deux pièces étaient nées en même temps, en communion l'une avec l'autre.

### Création
La création de l'œuvre, dédiée à Louis Krasner, eut lieu au festival de la Société internationale pour la musique contemporaine (SIMC), à Barcelone le 9 mars 1936. Webern devait la diriger mais y renonça, encore choqué par la mort d'Alban Berg trois mois plus tôt. Scherchen le remplaça et sauva la création, avec une seule répétition, Webern ayant consacré les deux premières au seul premier mouvement. Un enregistrement du concerto a quand même pu être réalisé en 1936 sous la direction d'Anton Webern avec Louis Krasner et l'orchestre symphonique de la BBC. L'orchestre dûment prévenu du caractère tatillon de son chef s'était préparé minutieusement à ses nombreuses exigences. Cet enregistrement fut miraculeusement retrouvé dans un grenier en 1987.

## Analyse de l'œuvre
Le concerto comporte deux parties :
- 1) un andante - allegretto qui symboliserait la vie (l'enfance de Manon, sa grâce et sa joie de vivre),
- 2) un allegro - adagio qui symboliserait la mort (l'irruption brutale du mal, sa progression et la délivrance finale).

Berg qui emploie la série avec beaucoup moins de rigueur que Schoenberg et Webern, s'en sert à des fins d'unifier son œuvre, et même d'y insérer des éléments de symbolique, conférant à ce concerto sa dimension mystique.
Ainsi, le premier mouvement commence par des arpèges de cordes à vide (quintes justes) au violon solo, complétés par les arpèges des deux clarinettes et de la harpe. Avec chacun quatre notes, chaque pupitre expose douze notes, qui s'avèrent être annonciatrices de la série que le violon solo énonce dans l'exposition.
Cette série repose sur une grande courbe thématique ascendante de plus de deux octaves ; cette ascension, figurant celle de l'ange vers le ciel, se fait par tierces (sol-si-ré-fa-la-do-mi-sol-si), générant successivement les accords de sol m, ré M, la m et mi M; on retrouve les notes de cordes à vide de l'introduction. Ce procédé donne une grande unité à l'œuvre.
Par ailleurs, la fin de la série, en gamme par tons (si-do-mi-fa) préfigure la citation par Berg d'un choral de Bach comprenant également un extrait de gamme par tons (« Es ist genug; so nimm, Herr, meinen Geist »).
Des procédés similaires se retrouvent dans tout le concerto, témoignages de la foi, du lyrisme et de la sensibilité de Berg.

## Discographie sélective
- Christian Ferras avec l'Orchestre de la Société des Concerts du Conservatoire dirigé par Georges Prêtre EMI
- Itzhak Perlman avec l'Orchestre symphonique de Boston dirigé par Seiji Ozawa DG
- Arthur Grumiaux avec l'Orchestre royal du Concertgebouw dirigé par Igor Markevitch Philips
- Pinchas Zukerman avec l'Orchestre symphonique de Londres dirigé par Pierre Boulez SONY
- Yehudi Menuhin avec l'Orchestre Symphonique de la BBC dirigé par Pierre Boulez EMI
- Isabelle Faust avec l'Orchestra Mozart dirigé par Claudio Abbado Harmonia Mundi